# Aucklandia lappa
Aucklandia lappa DC. – gatunek roślin z rodziny astrowatych (Asteraceae). Taką nazwę naukową podaje The Plant List, w innych ujęciach taksonomicznych jest to Saussurea lappa (Decne.) C.B.Clarke. Pochodzi z Indii i Pakistanu, jest uprawiany w Himalajach, w krajach Bliskiego Wschodu, Birmie, Chinach, Indiach oraz w Hiszpanii

## Opis rośliny
Bylina osiągająca wysokość do 3 m. Liście wyrastają w rozetkach. Kwiaty obupłciowe, zebrane w główki, które pokryte są gęstymi, wełnistymi, białymi lub purpurowymi włoskami. Zapylane są przez owady. W swojej ojczyźnie kwitnie od lipca do sierpnia, nasiona dojrzewają do września.

## Zastosowanie
- Roślina lecznicza. W celach leczniczych wykorzystuje się głównie korzeń, rzadziej suszone pędy. W Indiach leczy się nim mdłości i zaburzenia żołądkowo-jelitowe, wykazuje też działanie narkotyczne[5].
- Z korzenia wytwarza się aromatyczny utrwalacz do perfum[5].
- Badacze roślin biblijnych uważają, że może być rośliną, z której wykonywano tzw. olejek radości wymieniony w Księdze Psalmów (45,8)[5].